# Théodose II d'Alexandrie
Théodose II d'Alexandrie (Copte) est un  patriarche copte d'Alexandrie de 1294 à 1299/1300.

## Contexte
Théodose II, le successeur du patriarche Jean VII est ordonné le 4 juillet 1294 et il meurt le 5 de Tybi 1016 A.M. du calendrier copte  c'est-à-dire le 31 décembre 1299, selon L'Art de vérifier les dates ou le 1er janvier 1300 selon Venance Grumel.